# Cunina simplex
Cunina simplex is een hydroïdpoliep uit de familie Cuninidae. De poliep komt uit het geslacht Cunina. Cunina simplex werd in 1998 voor het eerst wetenschappelijk beschreven door Gili, Bouillon, Pagès, Palanques, Puig & Heussner. 